# AIDAprima
La AIDAprima è l'undicesima nave della flotta AIDA Crociere. La costruzione della nave è iniziata a giugno 2013 nei cantieri Mitsubishi Heavy Industries (MHI), con consegna effettuata per marzo 2016.
L'8 aprile 2014 è stato annunciato il ritardo di circa 6 mesi sulla consegna, che avverrà a settembre 2015.
Nel corso di settembre 2015, è stato annunciato un ulteriore ritardo nella consegna dalla nave.
Servicio 2025 

## Navi gemelle
- AIDAperla